# Dicranomyia kaszabi
Dicranomyia kaszabi är en tvåvingeart som först beskrevs av Mannheims och Evgenyi Nikolayevich Savchenko 1973.  Dicranomyia kaszabi ingår i släktet Dicranomyia och familjen småharkrankar.
Artens utbredningsområde är Mongoliet. Inga underarter finns listade i Catalogue of Life.